# (51829) Williemccool
(51829) Williemccool es un asteroide de la serie (2001 OD41).
Fue descubierto por la astrónoma Eleanor F. Helin desde el observatorio del Monte Palomar (California) el 21 de julio de 2001, dentro del programa NEAT (Near-Earth Asteroid Tracking Program: programa de seguimiento de asteroides cercanos a la Tierra).
Nombrado en honor del astronauta William McCool (1961-2003), piloto del transbordador espacial Columbia STS-107 destruido a su reentrada en la atmósfera el 1 de febrero de 2003.